# Potentilla leptopetala
Potentilla leptopetala är en rosväxtart som beskrevs av Johann Georg Christian Lehmann. Potentilla leptopetala ingår i Fingerörtssläktet som ingår i familjen rosväxter.

## Underarter
Arten delas in i följande underarter:
- P. l. genuina
- P. l. staminea